# Rhodosphaera rhodanthema
Rhodosphaera rhodanthema là một loài thực vật có hoa trong họ Đào lộn hột. Loài này được (F. Muell.) Engl. miêu tả khoa học đầu tiên năm 1881.

## Hình ảnh

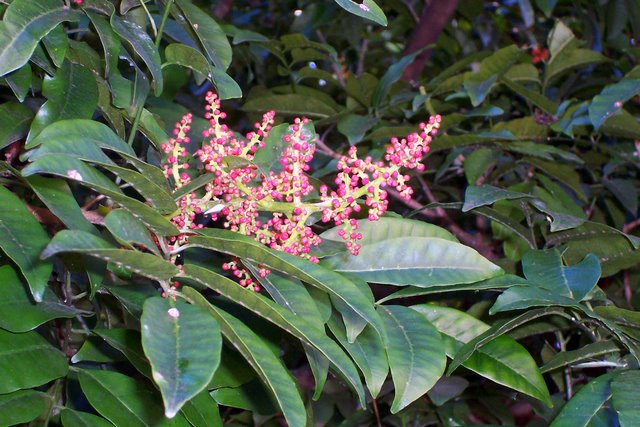
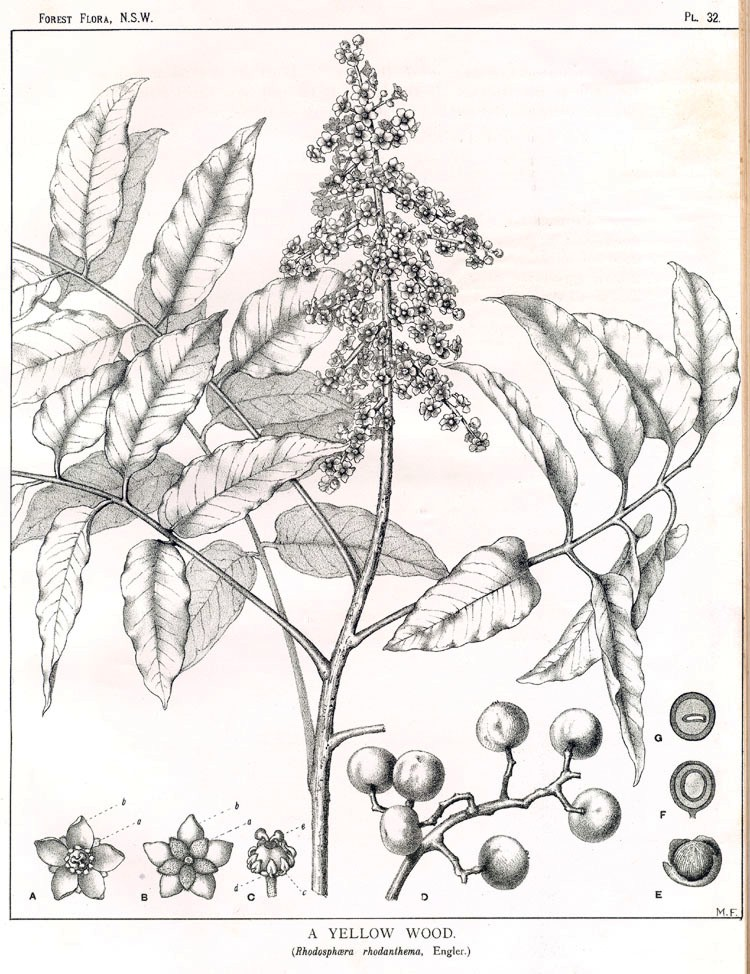
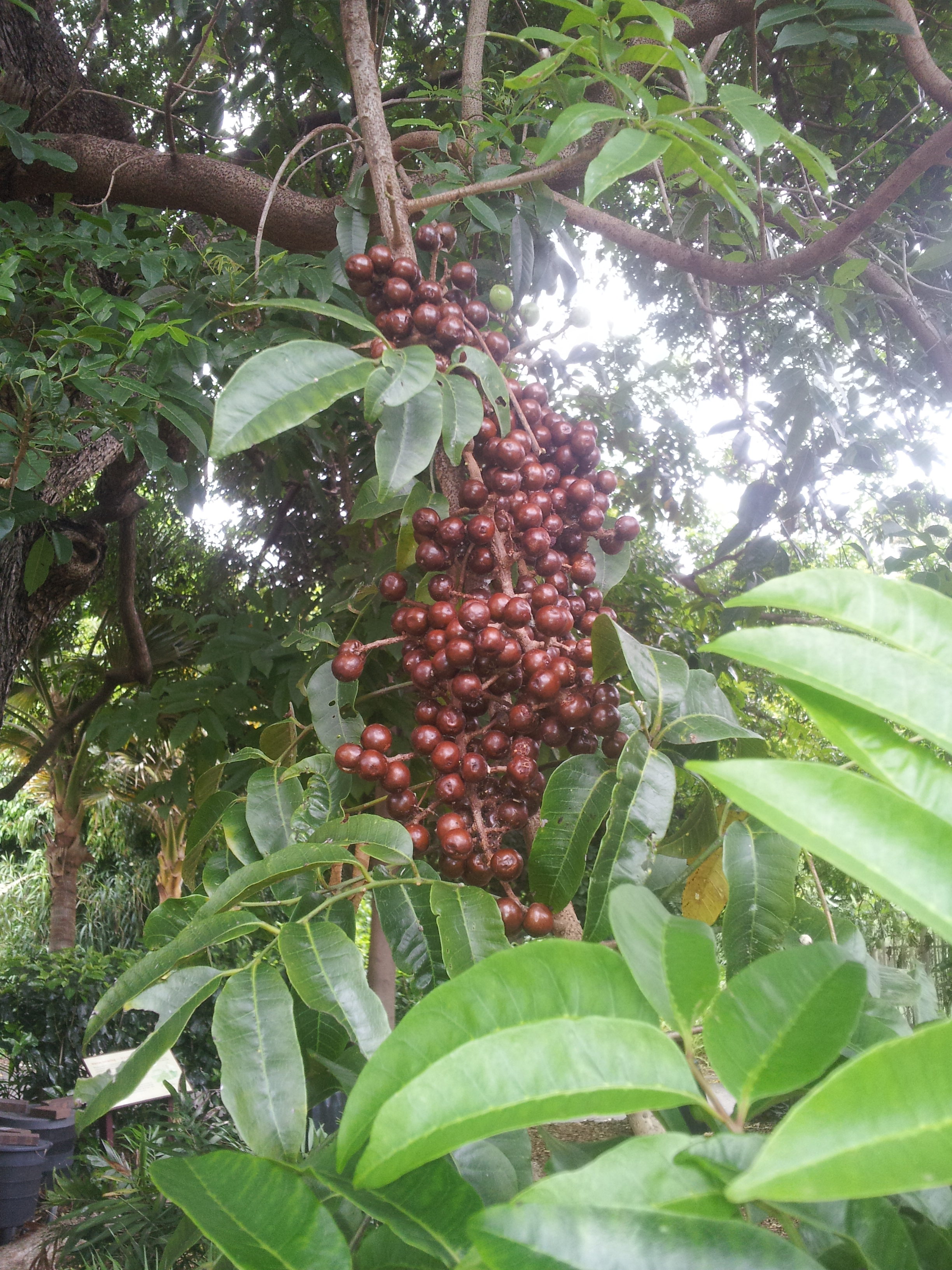